# ハンス・ゲオルク・ネーゲリ
ハンス・ゲオルク・ネーゲリ（Hans Georg Nägeli,  1773年5月26日 - 1836年12月26日）は、スイスの作曲家、楽譜出版者。

## 生涯
ネーゲリはヴェッツィコンに生まれた。幼少期は父から教えを受け、1790年代に個人的な音楽店と共同出資による出版社を立ち上げる。1803年には『クラヴサン奏者演奏曲集 Repertoire des Clavecinistes』の刊行を開始、クレメンティ、クラーマー、ベートーヴェンらの作品の初版もその中に含まれた。チューリッヒに2つの合唱協会を設立したネーゲリは、音楽理論や美学に関して多くの書物を記す傍ら、学生のための入門的論考も著している。1836年にチューリッヒに没した。
ネーゲリの音楽作品の多くは鍵盤楽曲や歌曲によって占められている。「Gold'ne Abendsonne」は他の作曲家の手により変奏曲の題材として用いられた。この曲を鳥に歌わせて使用したBBCのラジオでは「民謡」であると紹介された。しかし、同曲は多くの韻文詩篇音楽集にも「チューリッヒ」という歌曲として収録されており、そこでは正しくネーゲリの作品であると記載されている。今日、ネーゲリ作品で最も知られるのは聖歌『Dennis』であろう。